# Moorst
Moorst is een buurtschap gelegen tussen Scherpenzeel, De Glind en Snorrenhoef, in de Nederlandse provincies Utrecht en Gelderland. Het ligt in vier gemeenten: Barneveld, Leusden, Scherpenzeel en Woudenberg.
Het omvat de Moorsterweg en de weg Klein Moorst. Daaraan liggen de boerderijen Groot Moorst, Middelmoorst en Klein Moorst. De Moorsterbeek stroomt erdoorheen.
De naam is afkomstig van "moer-horst": een zandig, bebost hoger liggend stukje land in veengrond of ander drassig land.
Dorpen: Achterveld · Barneveld · De Glind · Garderen · Harselaar · Kootwijk · Kootwijkerbroek · Stroe · Terschuur · Voorthuizen · Zwartebroek

Buurtschappen: Boveneinde · Drieënhuizen · Essen · Esveld · Garderbroek · Kallenbroek · Moorst (deels) · Ouwendorp · Wessel

Gelderland: Steden en dorpen in Gelderland      Nederland: Provincies · Gemeenten
Dorpen: Achterveld · Leusden · Leusden-Zuid · Stoutenburg

Buurtschappen: Asschat · Den Treek · De Ruif · Jannendorp · Moorst (deels) · Musschendorp · Oud-Leusden · Snorrenhoef

Utrecht · Plaatsen in de provincie      Nederland · Provincies · Gemeenten
Dorp: Scherpenzeel      Buurtschappen: Moorst (deels)

Gelderland: Steden en dorpen in Gelderland      Nederland: Provincies · Gemeenten
Dorp: Woudenberg      Buurtschappen: Moorst (deels) · Voskuilen

Utrecht · Plaatsen in de provincie      Nederland · Provincies · Gemeenten